# Wiener Weinkönigin
Die Wiener Weinkönigin repräsentiert bei ihren öffentlichen Auftritten den Weinbau und die Weinkultur von Wien. Sie wird in unregelmäßigen Zeitabständen beim Wiener Weinpreis im Rathaus der Stadt gekürt.

## Bisherige Weinköniginnen
| Jahr      | Königin        | Name                | Bezirksteil       |
| --------- | -------------- | ------------------- | ----------------- |
| 1975–1977 |                | Eva Maria Kopecky   |                   |
| 1977–1980 |                | Helene Steinklammer |                   |
| 1980–1987 |                | Elisabeth Fein      |                   |
| 1987–1989 |                | Maria Steindl       |                   |
| 1989–1991 |                | Erika Braunsperger  |                   |
| 1991–1993 |                | Elisabeth Breyer    |                   |
| 1993–1996 | Michaela I.    | Michaela Huber      |                   |
| 1996–2000 |                | Monika Lentner      |                   |
| 2000–2004 |                | Veronika Kierlinger |                   |
| 2004–2007 | Christine I.   | Christine Koller    | Sievering         |
| 2007–2012 | Katharina I.   | Katharina Klager    | Stammersdorf      |
| 2012–2015 | Elisabeth II.  |                     |                   |
| 2015–2019 | Elisabeth III. | Elisabeth Wolff     | Neustift am Walde |
| 2019–2024 | Iris Maria I.  | Iris-Maria Wolff    | Neustift am Walde |
| 2024–     | Katharina II.  | Katharina Beranek   | Rodaun            |